# کوین مک‌کارتی (هنرپیشه)
کوین مک‌کارتی (انگلیسی: Kevin McCarthy; ۱۵ فوریهٔ ۱۹۱۴ – ۱۱ سپتامبر ۲۰۱۰) بازیگر اهل ایالات متحده آمریکا بود.
از فیلم‌هایی که وی در آن نقش داشته‌است، می‌توان به جهنم با قهرمانان، حمله جسددزدها، پیرانا، لونی تونز، بمب‌افکن کانزاس‌سیتی، حریص و جنتلمن برجسته اشاره کرد.